# Lawrence Oates

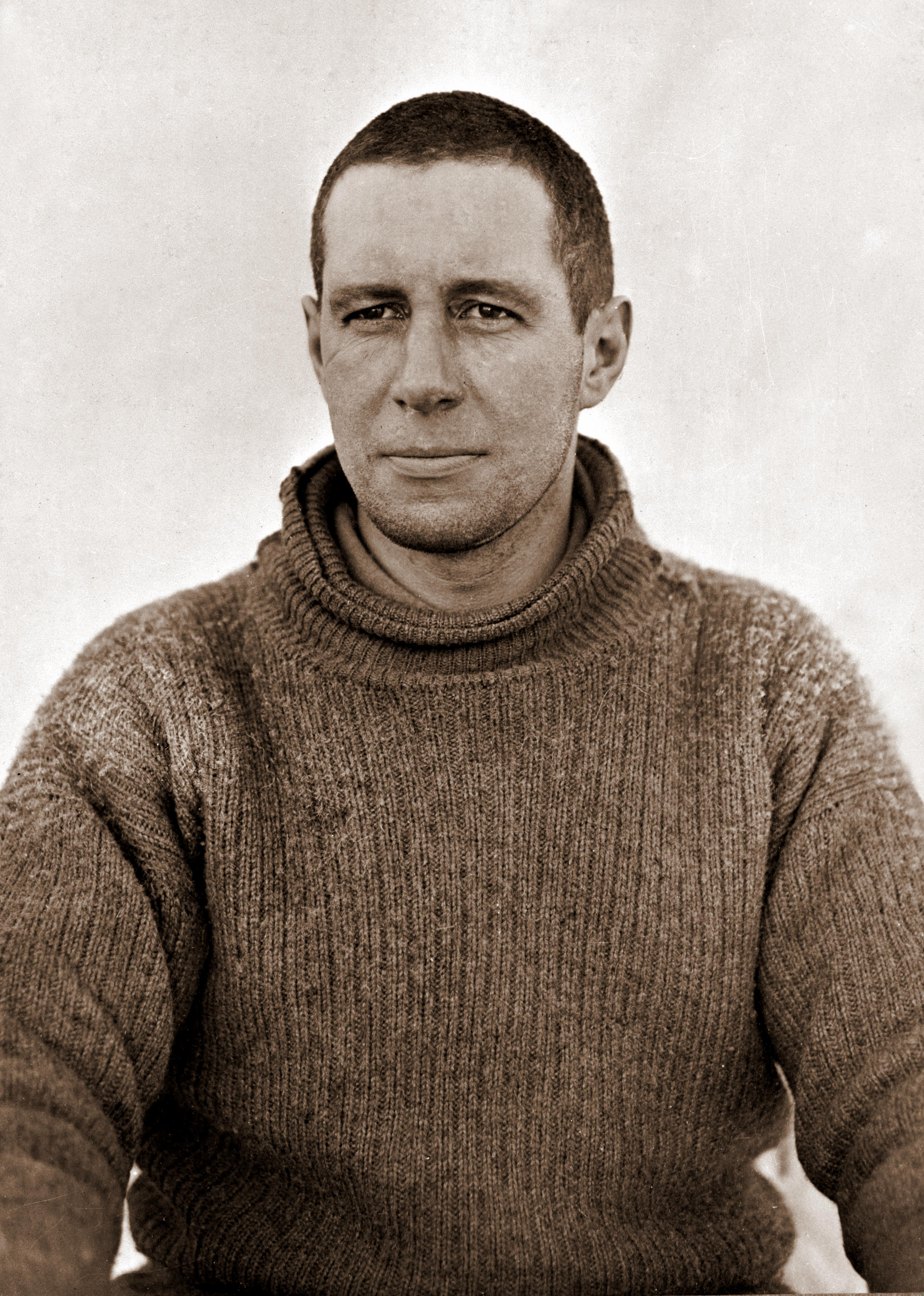
Lawrence Oates (1911)

Lawrence Edward Grace Oates (* 17. März 1880 in Putney, London; † 17. März 1912, Ross-Schelfeis, Antarktis) war ein britischer Polarforscher. Er war Mitglied des Expeditionsteams der Terra-Nova-Expedition, das unter Leitung von Robert Falcon Scott 1912 den Südpol erreichte, jedoch feststellen musste, dass es im Rennen um die Ersterreichung knapp durch den Norweger Roald Amundsen geschlagen worden war. Auf dem anstrengenden Rückweg durch das Innere der Antarktis starben alle fünf Mitglieder der Gruppe. Oates war der zweite, der auf dem Rückweg starb. Als sein Gesundheitszustand sich dramatisch verschlechterte, verließ er an seinem 32. Geburtstag mit seinen berühmten letzten Worten „I am just going outside and may be some time.“ („Ich gehe nur raus und könnte etwas länger brauchen“) das Zelt und wurde nie wieder gesehen. Diese Worte, die Scott in seinem später gefundenen Tagebuch festhielt, ließen Oates zu einem Denkmal des typischen englischen Oberschichtshelden werden, der sich mutig für seine Kameraden aufopferte.

## Leben
Oates wurde als Kind einer wohlhabenden Familie geboren, doch machten ihn besonders seine Bescheidenheit und seine zurückhaltende Art unter seinen Bekannten beliebt. Er besuchte zunächst das Eton College, ehe er krankheitsbedingt nach Eastbourne geschickt wurde, um dort weiter zu lernen. Da er die Aufnahmeprüfung für den Militärdienst nicht bestand, schrieb er sich zunächst im Jahr 1898 beim 3. West-Yorkshire-Regiment (gegründet 1759) ein. Im Jahr 1900 wurde er dann regulär als Dragoner in das 6. Regiment der Inniskilling Forces der Britischen Armee übernommen. Mit diesem nahm er im März 1901 am Burenkrieg in Südafrika teil. Oates weigerte sich mit seinen Männern zurückzuweichen, als diese in einen Hinterhalt gerieten. Seine Botschaft lautete: „We came here to fight, not to surrender.“ (Wir kamen zum Kämpfen hierher, nicht um aufzugeben). Es gelang ihnen zwar die Buren zurückzudrängen, jedoch wurde Oates durch einen Schuss in den Oberschenkel verletzt. Durch diese Wunde hatte er später ein verkürztes Bein. Diese Verletzung bereitete ihm später aufgrund der Kälte in der Antarktis starke Schmerzen. Diese hielt ihn jedoch nicht davon ab seinen Lieblingsbeschäftigungen nachzugehen, der Jagd, dem Laufen oder dem Boxen. Als er 1909 von dem Vorhaben Robert Falcon Scotts erfuhr, der für seine Expedition noch Teammitglieder suchte, bewarb er sich und wurde angenommen.

## Die Südpolexpedition

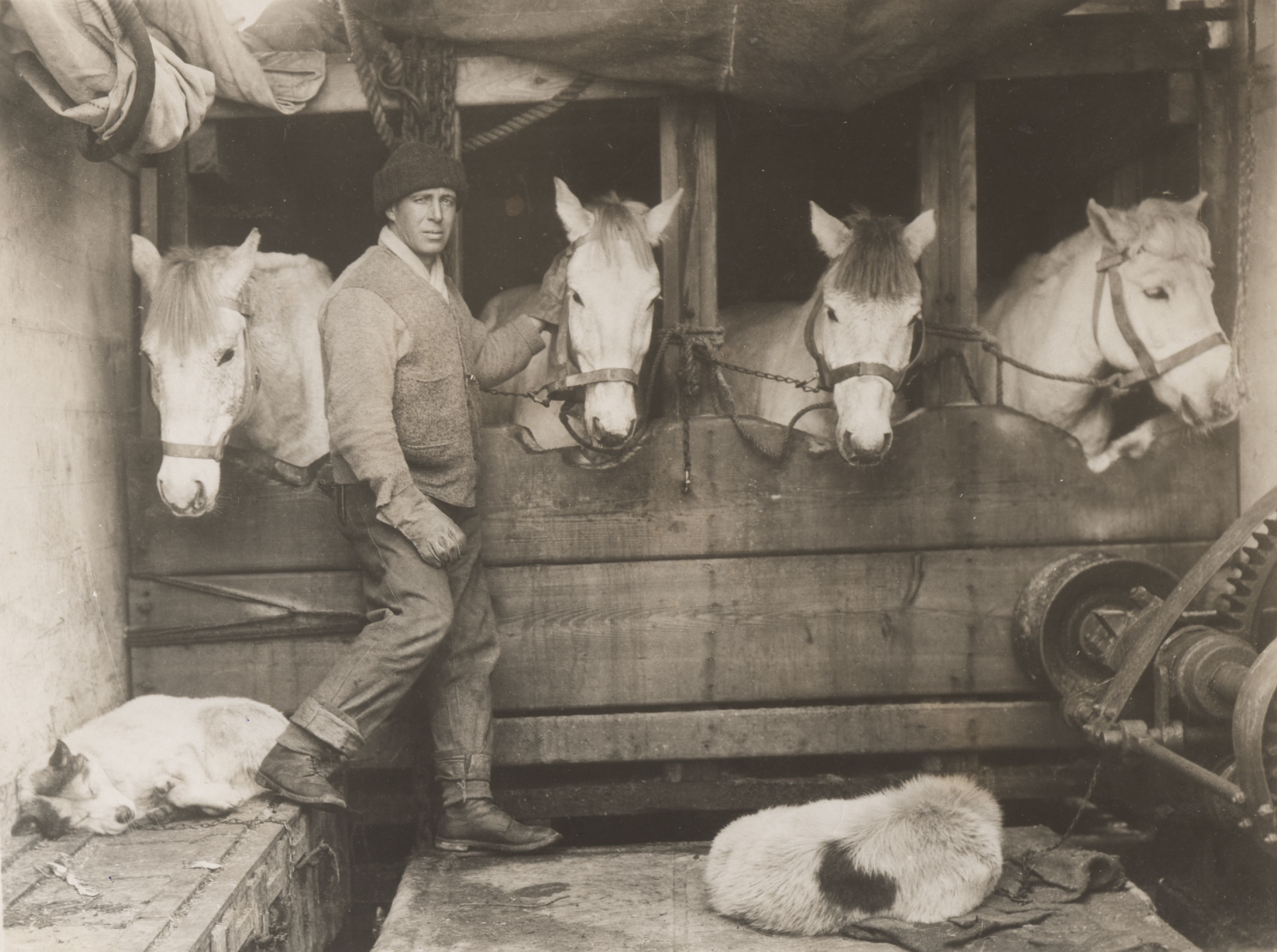
Oates und die Expeditionsponys, Foto: Herbert G. Ponting

Die Expedition startete im Jahr 1910. Er war während der Überfahrt als Kadett auf der Terra Nova, dem Schiff, das sie zu ihrem Ausgangspunkt bringen sollte. Da er sich während dieser Zeit als nützlicher Helfer im Umgang mit den Ponys erwiesen hatte, wählte Scott ihn kurzerhand für die Mannschaft aus, die einer vierköpfigen Gruppe ermöglichen sollte, den Südpol zu erreichen. Scott wählte ihn aus, Teil dieser letzten Gruppe zu sein, wobei er sie auf fünf Personen erweiterte. Oates besaß jedoch längst nicht die Erfahrung, die die anderen Teammitglieder mitbrachten. Außerdem verschwieg er Scott, dass ihn seine alte Kriegsverletzung behinderte. Zwischen Oates und Scott kam es mehrfach zu Konflikten in Fragen zur Expeditionsleitung, und er hielt in seinem Tagebuch fest: „Myself, I dislike Scott intensely and would chuck the whole thing if it were not that we are a British expedition… [Scott] is not straight, it is himself first, the rest nowhere …“ („Ich selbst mag Scott überhaupt nicht und würde die ganze Sache hinschmeißen, wenn wir nicht eine britische Expedition wären … [Scott] ist nicht ehrlich, er kommt immer zuerst und der Rest nirgendwo …“)
Auf dem Rückweg vom Südpol wurde das Team sehr schnell mit äußerst schlechten Wetterbedingungen konfrontiert. Die Gruppe hatte außerdem schon bald unter Hunger zu leiden. In großer Höhe, etwa 2900 Meter, verbrauchten sie beim Schlittenziehen mehr Energie als in ihren täglichen Rationen enthalten war. Schon auf den Fotos, die die Gruppe am Südpol zeigen, wird deutlich, dass sie bereits unter einer gewissen Auszehrung litten. Das erste Todesopfer nach einem psychischen und körperlichen Zusammenbruch auf dem Rückmarsch wurde jedoch Edgar Evans. Bald darauf wurde Oates zur Last für die anderen. Seine physische Kondition verschlechterte sich so rapide, dass er das Fortkommen des Teams massiv behinderte. Er hatte sich beide Füße erfroren und konnte nur noch unter Schmerzen mitziehen. Die übrigen drei wollten ihn jedoch nicht zurücklassen, obwohl erkennbar war, dass der Gesundheitszustand von Oates einen Punkt erreicht hatte, von dem aus eine Erholung nicht mehr möglich war und ihre eigene Überlebenschancen sich mit jeder Stunde, die Oates sie aufhielt, deutlich reduzierten. Oates, der sich vor Beginn der Expedition erfolglos dafür ausgesprochen hatte, einen Revolver mitzunehmen, bat mehrmals um Morphium, bekam jedoch keine ausreichend große Dosis, um seinem Leben ein Ende zu setzen. Er hoffte genau wie die anderen auf die Rettung durch das Schlittenhundeteam, das ihnen entgegenkommen sollte. Doch die Hunde kamen nicht, zu ungenau waren Scotts Anweisungen dazu vor dem Marsch zum Pol gegeben worden. Schließlich fragte er seine Mitstreiter um praktischen Rat, wie er seinem Leben ein Ende setzen solle. Man riet ihm, einfach so weit mitzugehen, wie er eben könne. Mit den eingangs zitierten berühmten Worten „Ich gehe nur kurz raus und könnte etwas länger brauchen“ verließ er in einem Schneesturm das Zelt, um in der Kälte zu sterben. Natürlich wussten die anderen, dass er in den Tod ging, aber sie konnten ihn nicht zurückhalten. Sie ließen ihn gehen und fanden später auch keine Spur mehr von ihm. Sein Tod konnte Scott und den übrigen zwei Teammitgliedern jedoch nicht helfen. Sie starben kurz vor dem nächsten Nahrungsdepot in einem Schneesturm, der sie mehrere Tage lang aufhielt. Ironischerweise hätte das Team möglicherweise überlebt, wenn Scott dem früheren Rat von Oates gefolgt wäre, das Nahrungsdepot weiter südlich, auf dem 80. Breitengrad, anzulegen.
Diese Expedition wurde 1948 im Spielfilm Scotts letzte Fahrt (mit Derek Bond als Oates) und 1985 in der britischen Fernsehserie The Last Place on Earth (mit Richard Morant als Oates) nachgestellt. In den Jahren 2010 bis 2011 entstand die Dokumentarfilmreihe Der Wettlauf zum Südpol.
Nach Oates sind eine Reihe geographischer Objekte in der Antarktis benannt, darunter der Oates-Piedmont-Gletscher im ostantarktischen Viktorialand und Oatesland in der Ostantarktis.
Im Jahr 2015 widmete die australische Band We Lost The Sea Oates den Song A Gallant Gentleman.